# Sven Köhler
Sven Köhler (Freiberg, 24 febbraio 1966) è un allenatore di calcio ed ex calciatore tedesco orientale dal 1990 tedesco, di ruolo centrocampista, tecnico dell'Hallescher.

## Statistiche

### Cronologia presenze e reti in nazionale
| Cronologia completa delle presenze e delle reti in nazionale ― Germania Est | Cronologia completa delle presenze e delle reti in nazionale ― Germania Est | Cronologia completa delle presenze e delle reti in nazionale ― Germania Est | Cronologia completa delle presenze e delle reti in nazionale ― Germania Est | Cronologia completa delle presenze e delle reti in nazionale ― Germania Est | Cronologia completa delle presenze e delle reti in nazionale ― Germania Est | Cronologia completa delle presenze e delle reti in nazionale ― Germania Est | Cronologia completa delle presenze e delle reti in nazionale ― Germania Est |
| Data                                                                        | Città                                                                       | In casa                                                                     | Risultato                                                                   | Ospiti                                                                      | Competizione                                                                | Reti                                                                        | Note                                                                        |
| --------------------------------------------------------------------------- | --------------------------------------------------------------------------- | --------------------------------------------------------------------------- | --------------------------------------------------------------------------- | --------------------------------------------------------------------------- | --------------------------------------------------------------------------- | --------------------------------------------------------------------------- | --------------------------------------------------------------------------- |
| 13/02/1989                                                                  | Il Cairo                                                                    | Egitto                                                                      | 0 – 4                                                                       | Germania Est                                                                | Amichevole                                                                  | -                                                                           | 46’                                                                         |
| 26/04/1989                                                                  | Kiev                                                                        | Unione Sovietica                                                            | 3 – 0                                                                       | Germania Est                                                                | Qual. Mondiali 1990                                                         | -                                                                           |                                                                             |
| Totale                                                                      |                                                                             | Presenze                                                                    | 1                                                                           |                                                                             | Reti                                                                        | 0                                                                           |                                                                             |

## Palmarès

### Giocatore
- Coppa Intertoto: 1

Chemnitz: 1990

### Allenatore
- Fußball-Regionalliga: 1

Hallescher: 2011-2012 (girone nord)